# 拉托瑟施泰因山
46°51′56″N 9°38′20″E / 46.865431176°N 9.638942398°E

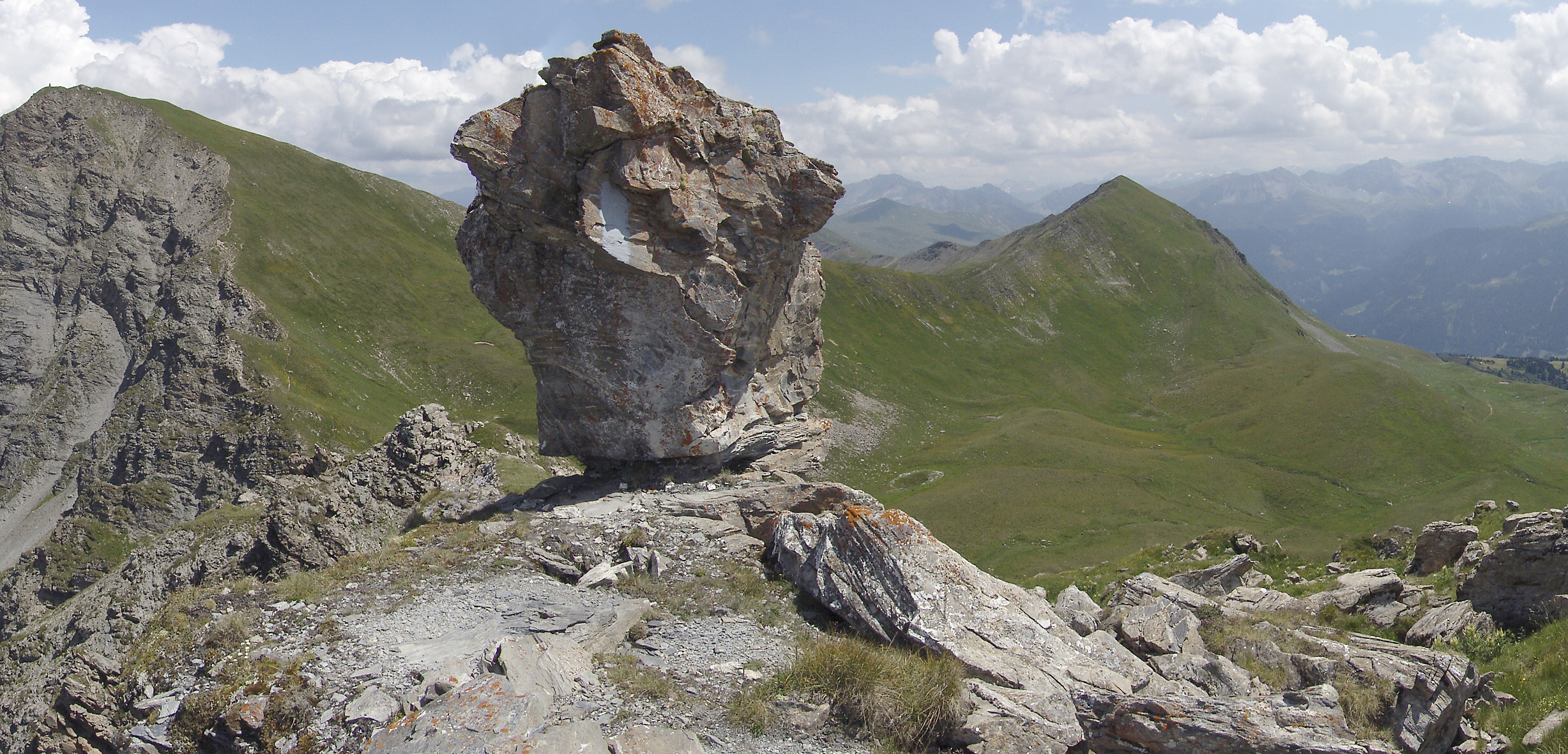

拉托瑟施泰因山（Ratoser Stein），是瑞士的山峰，位於該國東南部，由格勞賓登州負責管轄，屬於普萊蘇爾阿爾卑斯山脈的一部分，距離霍赫旺山0.9公里，海拔高度2,474米，每年平均降雨量1,729毫米。